# Brunellia pallida
Brunellia pallida är en tvåhjärtbladig växtart som beskrevs av José Cuatrecasas. Brunellia pallida ingår i släktet Brunellia och familjen Brunelliaceae. Inga underarter finns listade i Catalogue of Life.